# Ebbenhouten Schoen 1999
De verkiezing van de Ebbenhouten Schoen 1999 werd op 8 mei 1999 gehouden. Souleymane Oulare won de Belgische voetbaltrofee voor de eerste keer. Hij is tot op heden  de enige Guineeër op de erelijst.

## Winnaar
Souleymane Oulare ruilde in 1996 KSV Waregem in voor Racing Genk, waar hij opnieuw verenigd werd met trainer Aimé Antheunis. Onder Antheunis werden Oulare en de Kroatische Belg Branko Strupar het koningskoppel van de Belgische competitie. De twee aanvallers scoorden voortdurend en loodsten Genk in 1999 naar de landstitel. Het duo "Strulare" viel dan ook meermaals in de prijzen. Oulare kreeg in mei 1999 de Ebbenhouten Schoen en de trofee voor Profvoetballer van het Jaar, twee troostprijzen in vergelijking met de Gouden Schoen van Strupar.

## Uitslag
| Nr.                              | Land                                      | Naam              | Club(s)       | Punten |
| -------------------------------- | ----------------------------------------- | ----------------- | ------------- | ------ |
| 1.                               | Vlag van Guinee                           | Souleymane Oulare | Racing Genk   |        |
| Overige finalisten (alfabetisch) |                                           |                   |               |        |
|                                  | Vlag van Senegal                          | Khalilou Fadiga   | Club Brugge   |        |
|                                  | Vlag van Senegal                          | Salif Keïta       | KV Kortrijk   |        |
|                                  | Vlag van Congo-Kinshasa · Vlag van België | Émile Mpenza      | Standard Luik |        |
|                                  | Vlag van Congo-Kinshasa · Vlag van België | Mbo Mpenza        | Standard Luik |        |

1992 · 1993 · 1994 · 1995 · 1996 · 1997 · 1998 · 1999 · 2000 · 2001 · 2002 · 2003 · 2004 · 2005 · 2006 · 2007 · 2008 · 2009 · 2010 · 2011 · 2012 · 2013 · 2014 · 2015 · 2016 · 2017 · 2018 · 2019 · 2020 · 2021 · 2022 · 2023 · 2024